# MLB All-Star Game 2017
Das MLB All-Star Game 2017 war die 88. Auflage des Major League Baseball All-Star Game zwischen den Auswahlteams der American League (AL) und der National League (NL). Es fand am 11. Juli 2017 im Marlins Park in Miami, Florida statt.
Zum ersten Mal seit 2002, als das Spiel in einem Unentschieden endete, wird das All Star Game nicht den Heimspielvorteil für die World Series bestimmen. Stattdessen wird der Heimspielvorteil dem Team mit dem besseren regulären Saisonrekord verliehen.

## Letzter Roster-Platz
Nach der Bekanntgabe der Roster findet eine zweite Abstimmung statt, um den jeweils letzten verbleibenden Platz im Roster zu vergeben.
Für die American League wurde Mike Moustakas von den Kansas City Royals und für die National League Justin Turner von den Los Angeles Dodgers nominiert.
| American League | American League | American League | National League | National League | National League |
| Spieler         | Team            | Pos             | Spieler         | Team            | Pos             |
| --------------- | --------------- | --------------- | --------------- | --------------- | --------------- |
| Elvis Andrus    | TEX             | SS              | Justin Bour     | MIA             | 1B              |
| Xander Bogaerts | BOS             | SS              | Kris Bryant     | CHC             | 3B              |
| Didi Gregorius  | NYY             | SS              | Anthony Rendon  | WSH             | 3B              |
| Logan Morrison  | TB              | 1B              | Mark Reynolds   | COL             | 1B              |
| Mike Moustakas  | KC              | 3B              | Justin Turner   | LAD             | 3B              |

## Aufstellung (Roster)

### American League

#### Starter
| C  | Salvador Pérez  | KC  | 5 |
| 1B | Justin Smoak    | TOR | 1 |
| 2B | José Altuve     | HOU | 5 |
| 3B | José Ramírez    | CLE | 1 |
| SS | Carlos Correa   | HOU | 1 |
| OF | Mike Trout      | LAA | 6 |
| OF | Aaron Judge     | NYY | 1 |
| OF | George Springer | HOU | 1 |
| DH | Corey Dickerson | TB  | 1 |

#### Ersatzspieler
| Feldspieler | Feldspieler      | Feldspieler | Feldspieler    |
| Position    | Spieler          | Team        | All-Star Games |
| ----------- | ---------------- | ----------- | -------------- |
| C           | Gary Sánchez     | NYY         | 1              |
| 1B          | Yonder Alonso    | OAK         | 1              |
| 2B          | Robinson Canó    | SEA         | 8              |
| 2B          | Starlin Castro   | NYY         | 4              |
| 2B          | Jonathan Schoop  | BAL         | 1              |
| 3B          | Mike Moustakas   | KC          | 2              |
| 3B          | Miguel Sanó      | MIN         | 1              |
| SS          | Francisco Lindor | CLE         | 2              |
| OF          | Mookie Betts     | BOS         | 2              |
| OF          | Michael Brantley | CLE         | 2              |
| OF          | Avisail García   | CWS         | 1              |
| OF          | Justin Upton     | DET         | 4              |
| DH          | Nelson Cruz      | SEA         | 5              |

| Pitcher             | Pitcher | Pitcher        | Pitcher |
| Spieler             | Team    | All-Star Games |         |
| ------------------- | ------- | -------------- | ------- |
| Chris Archer        | TB      | 2              |         |
| Dellin Betances     | NYY     | 4              |         |
| Yu Darvish          | TEX     | 4              |         |
| Chris Devenski      | HOU     | 1              |         |
| Michael Fulmer      | DET     | 1              |         |
| Dallas Keuchel      | HOU     | 2              |         |
| Craig Kimbrel       | BOS     | 6              |         |
| Brandon Kintzler    | MIN     | 1              |         |
| Corey Kluber        | CLE     | 2              |         |
| Lance McCullers Jr. | HOU     | 1              |         |
| Andrew Miller       | CLE     | 2              |         |
| Roberto Osuna       | TOR     | 1              |         |
| Chris Sale          | BOS     | 6              |         |
| Ervin Santana       | MIN     | 2              |         |
| Luis Severino       | NYY     | 1              |         |
| Jason Vargas        | KC      | 1              |         |

### National League

#### Starter
| C  | Buster Posey     | SF  | 5 |
| 1B | Ryan Zimmerman   | WSH | 2 |
| 2B | Daniel Murphy    | WSH | 3 |
| 3B | Nolan Arenado    | COL | 3 |
| SS | Zack Cozart      | CIN | 1 |
| OF | Charlie Blackmon | COL | 2 |
| OF | Bryce Harper     | WSH | 5 |
| OF | Marcell Ozuna    | MIA | 2 |

#### Ersatzspieler
| Feldspieler | Feldspieler       | Feldspieler | Feldspieler    |
| Position    | Spieler           | Team        | All-Star Games |
| ----------- | ----------------- | ----------- | -------------- |
| C           | Yadier Molina     | STL         | 8              |
| 1B          | Paul Goldschmidt  | ARI         | 5              |
| 1B          | Joey Votto        | CIN         | 5              |
| 2B          | Josh Harrison     | PIT         | 2              |
| 2B          | DJ LeMahieu       | COL         | 2              |
| 3B          | Jake Lamb         | ARI         | 1              |
| 3B          | Justin Turner     | LAD         | 1              |
| SS          | Corey Seager      | LAD         | 2              |
| OF          | Cody Bellinger    | LAD         | 1              |
| OF          | Michael Conforto  | NYM         | 1              |
| OF          | Ender Inciarte    | ATL         | 1              |
| OF          | Giancarlo Stanton | MIA         | 4              |

| Pitcher           | Pitcher | Pitcher        | Pitcher |
| Spieler           | Team    | All-Star Games |         |
| ----------------- | ------- | -------------- | ------- |
| Wade Davis        | CHC     | 3              |         |
| Zack Greinke      | ARI     | 4              |         |
| Brad Hand         | SD      | 1              |         |
| Greg Holland      | COL     | 3              |         |
| Kenley Jansen     | LAD     | 2              |         |
| Clayton Kershaw   | LAD     | 7              |         |
| Corey Knebel      | MIL     | 1              |         |
| Carlos Martínez   | STL     | 2              |         |
| Pat Neshek        | PHI     | 2              |         |
| Robbie Ray        | ARI     | 1              |         |
| Max Scherzer      | WSH     | 5              |         |
| Stephen Strasburg | WSH     | 3              |         |
| Alex Wood         | LAD     | 1              |         |

## Spiel

### Startaufstellung
| American League | American League | American League | American League | National League | National League   | National League | National League |
| Order           | Player          | Team            | Position        | Order           | Player            | Team            | Position        |
| --------------- | --------------- | --------------- | --------------- | --------------- | ----------------- | --------------- | --------------- |
| 1               | José Altuve     | HOU             | 2B              | 1               | Charlie Blackmon  | COL             | CF              |
| 2               | José Ramírez    | CLE             | 3B              | 2               | Giancarlo Stanton | MIA             | DH              |
| 3               | Aaron Judge     | NYY             | RF              | 3               | Bryce Harper      | WSH             | RF              |
| 4               | George Springer | HOU             | LF              | 4               | Buster Posey      | SF              | C               |
| 5               | Carlos Correa   | HOU             | SS              | 5               | Daniel Murphy     | WSH             | 2B              |
| 6               | Justin Smoak    | TOR             | 1B              | 6               | Nolan Arenado     | COL             | 3B              |
| 7               | Corey Dickerson | TB              | DH              | 7               | Ryan Zimmerman    | WSH             | 1B              |
| 8               | Salvador Pérez  | KC              | C               | 8               | Marcell Ozuna     | MIA             | LF              |
| 9               | Mookie Betts    | BOS             | CF              | 9               | Zack Cozart       | CIN             | SS              |
|                 | Chris Sale      | BOS             | P               |                 | Max Scherzer      | WSH             | P               |

### Zusammenfassung
| Team            | 1 | 2 | 3 | 4 | 5 | 6 | 7 | 8 | 9 | 10 | R | H  | E |
| --------------- | - | - | - | - | - | - | - | - | - | -- | - | -- | - |
| American League | 0 | 0 | 0 | 0 | 1 | 0 | 0 | 0 | 0 | 1  | 2 | 10 | 0 |
| National League | 0 | 0 | 0 | 0 | 0 | 1 | 0 | 0 | 0 | 0  | 1 | 7  | 0 |

WP: Craig Kimbrel (1-0)   LP: Wade Davis (0-1)  
- Spieldauer: 3:16
- Zuschauer: 37.188